# Annona ferruginea
Annona ferruginea este o specie de plante angiosperme din genul Annona, familia Annonaceae. A fost descrisă pentru prima dată de Robert Elias Fries, și a primit numele actual de la H. Rainer. Conform Catalogue of Life specia Annona ferruginea nu are subspecii cunoscute.